# Драбкин, Авраам Нотович
Авраа́м Но́тович Дра́бкин (1844, Могилёв — 1917, Петроград) — раввин и общественный деятель Санкт-Петербурга.

## Биография
Получив в воложинском иешиботе солидные талмудические познания, Драбкин в 1861 году поступил в виленское раввинское училище, которое окончил в 1869 году. В 1871 году был командирован обществом распространения просвещения между евреями для подготовки к раввинской деятельности в бреславльскую раввинскую семинарию, где занимался под руководством Греца, Франкеля и других. Одновременно Драбкин состоял сотрудником «Monatsschrift», в котором поместил ряд статей о евреях в России, в «Вестнике русских евреев» и других периодических изданиях, а также участвовал в редактировании русского перевода «Мировоззрения талмудистов» (под общей редакцией Л. О. Леванды). По окончании бреславльской семинарии в 1876 году занял пост петербургского раввина, и в этой должности состоял свыше тридцати лет.
Его инициативе обязаны основанием и благоустройством очень многие учреждения петербургской общины. Драбкин неоднократно привлекался к участию в различных комиссиях по еврейскому вопросу и фактически исполнял должность ученого еврея (до назначения Л. Крепса) при департаменте духовных дел. Драбкин также принял участие в задуманной бывшим тогда директором данного департамента Мосоловым реформе духовного быта евреев; по его предложению Драбкин передал ему записку, в которой изложил свои взгляды на устройство духовного быта евреев, причем указал на необходимость невмешательства правительства в религиозные дела евреев, отмены ценза для раввинов, материального их обеспечения, отмены системы трехгодичных выборов, создания высшего рассадника еврейского богословия и т. д. Особенную энергию Драбкин проявил после погромов 1881 года на первом съезде общественных деятелей в 1881 году. По его инициативе в 1882 году был созван второй съезд представителей еврейских общин. Против надвигавшегося антисемитизма Драбкин боролся как своими ходатайствами перед высшей властью, так и выступлениями в своих синагогальных проповедях. Драбкин находился также в числе «экспертов», приглашённых Паленской комиссией.
С 1909 года Драбкин состоял редактором раввинского отдела Еврейской энциклопедия Брокгауза и Ефрона.
Похоронен на Еврейском кладбище в Санкт-Петербурге.

## Труды
- «Fragmenta commentarii ad Pentateuchum Samaritano-arabicisex», Leipzig, 1875 (докторская диссертация);
- «Die russische Gezetzgebung in Bezug auf die Juden» в Monatsschrift, 1875.